# BB-Ratte
Die BB-Ratte ist ein Inzucht-Stamm der Farbratte (Rattus norvegicus forma domestica), der durch eine hohe Inzidenz an spontan auftretendem Diabetes mellitus gekennzeichnet ist und deshalb in der experimentellen Diabetes-Forschung als Tiermodell für den insulinpflichtigen Typ-1-Diabetes verwendet wird. Die Etablierung der BB-Ratte als Inzuchtstamm geht zurück auf eine Auszucht-Kolonie von Wistar-Ratten in der kanadischen Firma Bio-Breeding Laboratories mit Sitz in Ottawa, in der 1974 gehäuft das Auftreten von Hyperglykämie und Ketoazidose beobachtet wurde. Umfangreiche Studien zeigten, dass der Diabetes mellitus in der BB-Ratte autoimmunologisch bedingt ist und damit ätiologisch dem vor allem im Jugendalter auftretenden insulinpflichtigen Typ-1-Diabetes des Menschen ähnelt.
So ist die Entstehung des Diabetes in der BB-Ratte ebenso wie die des Typ-1-Diabetes vor dem Ausbruch der Erkrankung durch eine als Insulitis bezeichnete entzündliche Infiltration von Zellen des Immunsystems in die Langerhans-Inseln der Bauchspeicheldrüse (Pankreas) sowie eine damit einhergehende Zerstörung der insulinproduzierenden Betazellen gekennzeichnet. Darüber hinaus gelten Gene im Haupthistokompatibilitätskomplex sowohl in der BB-Ratte als auch im Menschen als wichtigste genetische Risikomarker der Erkrankung. Auch das für den humanen Typ-1-Diabetes charakteristische Auftreten von Autoantikörpern gegen Antigene aus den Betazellen ist in der BB-Ratte nachgewiesen worden. Der Ausbruch der Erkrankung, der bei der BB-Ratte im Alten von 60 bis 120 Tagen erfolgt, ist wie beim Menschen durch Gewichtsverlust und Polyurie gekennzeichnet. Ohne Insulinbehandlung führt die Hyperglykämie auch bei BB-Ratten zu einer lebensbedrohlichen Ketoazidose. Die Diabetes-Inzidenz unterscheidet sich zwischen verschiedenen Kolonien und Generationen innerhalb der gleichen Kolonie, liegt jedoch typischerweise bei über 90 Prozent aller Tiere.
Die BB-Ratte hat in der experimentellen Diabetes-Forschung insbesondere zu immunologischen und genetischen Fragestellungen sowie zur Erprobung von neuartigen Ansätzen zur Therapie und Prävention der Erkrankung weite Verbreitung gefunden. Sie ist neben der NOD-Maus das dominierende Modelltier in der Forschung zum Typ-1-Diabetes und hat insbesondere Tiermodelle auf der Basis eines durch Gabe von Streptozocin oder Alloxan chemisch induzierten Diabetes mellitus weitestgehend verdrängt. Ein markanter Unterschied zum Menschen und zur NOD-Maus ist jedoch ein als Lymphopenie bezeichneter Mangel an Lymphozyten im Blut von BB-Ratten.